# Cinéma narratif
Le cinéma narratif est une catégorie cinématographique caractérisée par la narration d'une histoire qui est à la fois présentée par le cinéaste et interprétée par le spectateur.

## Présentation
Le film narratif repose sur plusieurs facteurs pour transmettre le sens du récit au spectateur, comme l'ordre dans lequel les évènements sont présentés. Le cinéma utilise souvent une narration non-linéaire, où le récit n'est pas présenté chronologiquement (flashbacks, flashforwards ou ellipses, voire narration inversée comme dans Memento de Christopher Nolan). Une autre facette importante du cinéma narratif est le montage, ou la juxtaposition des images. Le plus important étant sans doute les images elles-mêmes : le choix d'un cinéaste de ce qu'il veut montrer ou ne pas montrer est essentiel à la compréhension de son travail en tant qu'artiste et que conteur. Le recours au symbolisme de l'image, comme dans le cinéma minimaliste ou le cinéma moral, est aussi un outil majeur au service de la narration.

## Controverses
Le cinéma narratif est cependant sujet à débat. Certains théoriciens avancent que l'interprétation de la narration est subjective, soumise à des facteurs personnels à chaque spectateur. Un autre sujet d'étude concerne les facteurs qui distinguent le cinéma narratif de la narrativité dans d'autres formes artistiques. Enfin, certains cinéastes comme Robert Bresson déplorent que le cinéma narratif emprunte trop à la narration au théâtre, négligeant la palette offerte par ce qu'il nomme le cinématographe, qui exploite les aspects que le cinéma a en commun avec la photographie.
Bresson pense en effet que le « cinéma » n'est qu'un théâtre filmé, tandis que le « cinématographe » invente une écriture nouvelle avec des images en mouvement et des sons mis en relation par le montage.